# Trismegistia valetonii
Trismegistia valetonii är en bladmossart som beskrevs av Fleischer och Hugh Neville Dixon 1935. Trismegistia valetonii ingår i släktet Trismegistia och familjen Sematophyllaceae. Inga underarter finns listade i Catalogue of Life.